# Награды Хабаровского края
Награды Хабаровского края - награды субъекта Российской Федерации учреждённые Правительством Хабаровского края, согласно Уставу Хабаровского края от 30 ноября 1995 года (Гл.2, Ст.7, п.ж, п/п.1), Закона Хабаровского края от 30 января 2013 года  № 258 «О наградах Хабаровского края» и иных законодательных актов о наградах Хабаровского края.
Награды предназначены для поощрения государственных и муниципальных служащих, творческих и научных деятелей, работников учреждений, организаций и предприятий Хабаровского края, военнослужащих, сотрудников силовых ведомств, а также иных граждан Российской Федерации и граждан иностранных государств, за заслуги перед Хабаровским краем.

## Перечень наград Хабаровского края

### Высшая награда
| Изображение награды                 | Наименование награды                                   | Дата учреждения    | Описание награды | Правила награждения |
| ----------------------------------- | ------------------------------------------------------ | ------------------ | --- | --- |
| Нагрудный знак Почётного гражданина | Почётное звание «Почётный гражданин Хабаровского края» | 30 января2013 года | Нагрудный знак к почётному званию «Почётный гражданин Хабаровского края» имеет форму круга диаметром 32,0 мм с выпуклым бортиком. На лицевой стороне нагрудного знака в центре расположено барельефное изображение герба Хабаровского края размером 10,0 мм x 12,0 мм. В круге на красном фоне надпись "ПОЧЕТНЫЙ ГРАЖДАНИН ХАБАРОВСКОГО КРАЯ" прописными позолоченными литерами высотой 2,0 мм, без кавычек. Знак по всей окружности обрамлен золотым лавровым венком. Нагрудный знак при помощи ушка и кольца соединяется с прямоугольной колодкой размером 26,0 мм x 15,5 мм, обрамленной снизу золотистыми лавровыми ветвями. Колодка покрыта трехцветной эмалью (белой, синей, зеленой) - цвета триколора Хабаровского края. На оборотной стороне колодки нагрудного знака имеется безопасная булавка для крепления к одежде. Общий размер нагрудного знака по ширине 32,0 мм и по высоте 51,0 мм. На оборотной стороне нагрудного знака гравируется номер. | Почетное звание «Почетный гражданин Хабаровского края» присваивается гражданам, получившим широкую известность и признание населения края, за исключительные заслуги перед краем в области государственного и муниципального строительства, экономики, искусства, культуры, образования, науки, здравоохранения, социального развития, охраны окружающей среды, благотворительной и общественной деятельности, защиты прав и свобод человека и гражданина, а также за деятельность, способствующую повышению авторитета края в Российской Федерации и за пределами Российской Федерации. Почетное звание «Почетный гражданин Хабаровского края» присваивается при наличии у представляемого к награде иных форм поощрения (награждения) государственных органов, органов местного самоуправления. Почетное звание «Почетный гражданин Хабаровского края», как правило, присваивается ежегодно ко дню образования края (20 октября). |

### Почётные знаки
| Изображение награды | Наименование награды                                 | Дата учреждения     | Описание награды | Правила награждения |
| ------------------- | ---------------------------------------------------- | ------------------- | --- | --- |
|                     | Почётный знак «За заслуги перед Хабаровским краем»   | 30 января2013 года  | Почётный знак «За заслуги перед Хабаровским краем» представляет собой крест с гранеными плоскостями из белого металла, размещенного на восьмиугольнике со скошенными краями из желтого металла. На лицевой стороне почетного знака в центре креста расположен медальон в виде круга золотистого цвета. В центре медальона - главная фигура - герб Хабаровского края размер 10,0 мм x 12,0 мм. Медальон обрамлен рельефной надписью на золотистом фоне "ЗА ЗАСЛУГИ ПЕРЕД ХАБАРОВСКИМ КРАЕМ" прописными литерами высотой 2,0 мм, без кавычек. Почетный знак при помощи ушка и кольца соединяется с прямоугольной колодкой размером 27,5 мм x 20,0 мм. Колодка покрыта трехцветной эмалью (белой, синей, зеленой) в виде флага Хабаровского края. На оборотной стороне колодки почетного знака имеется безопасная булавка для крепления к одежде. Общий размер почетного знака по ширине 31,0 мм и по высоте 58,0 мм. На оборотной стороне почетного знака гравируется номер. | Почетным знаком «За заслуги перед Хабаровским краем» награждаются: 1) граждане: - а) за выдающиеся заслуги в области государственного и муниципального строительства, экономики, искусства, культуры, образования, науки, здравоохранения, социального развития, охраны окружающей среды, защиты прав и свобод человека и гражданина, благотворительной и общественной деятельности, повлиявшие на улучшение условий жизни населения края, при наличии у них иных форм поощрения (награждения) государственных органов, органов местного самоуправления; - б) за совершение подвига, проявленные мужество, смелость и отвагу, сопряженные с риском для жизни и выразившиеся в спасении людей, предотвращении, локализации или ликвидации чрезвычайной ситуации; 2) организации за высокие показатели в социально-экономической и культурной деятельности, повлиявшие на улучшение условий жизни населения края. |
|                     | Почётный знак «Родительская слава Хабаровского края» | 30 января 2013 года | Почётный знак «Родительская слава Хабаровского края» имеет форму круга диаметром 32,0 мм с выпуклым бортиком. На лицевой стороне в центре круг синего цвета, обрамленный рельефной золотой надписью "РОДИТЕЛЬСКАЯ СЛАВА ХАБАРОВСКОГО КРАЯ", выполненной прописными литерами высотой 2,0 мм, без кавычек, внизу рельефная позолоченная лавровая ветвь. В центре синего круга расположен герб Хабаровского края размером 12,0 мм x 15,0 мм. Почетный знак при помощи ушка и кольца соединяется с прямоугольной металлической колодкой размером 26,0 мм x 11,0 мм. Колодка покрыта трехцветной эмалью (белой, синей, зеленой) - цвета триколора Хабаровского края. На оборотной стороне колодки почетного знака имеется безопасная булавка для крепления к одежде. Общий размер почетного знака по ширине 32,0 мм и по высоте 59,0 мм. На оборотной стороне почетного знака гравируется номер.                                                                                | Почетным знаком «Родительская слава Хабаровского края» награждаются родители (усыновители), достойно воспитывающие или воспитавшие четырех и более детей в соответствии с семейным законодательством и нормами нравственности, образующие социально ответственную семью, ведущие здоровый образ жизни, обеспечивающие надлежащий уровень заботы о здоровье, об образовании, о физическом, духовном и нравственном развитии детей, полное и гармоничное развитие их личности, подающие пример в укреплении института семьи и воспитании детей. Не допускается представление к награждению почетным знаком «Родительская слава Хабаровского края» граждан, ранее удостоенных ордена «Родительская слава», медали ордена «Родительская слава», звания «Мать-героиня», ордена «Материнская слава» I, II или III степени, медали «Медаль материнства» I или II степени.                                              |

### Медали
| Изображение награды | Наименование награды                                | Дата учреждения    | Описание награды | Правила награждения |
| ------------------- | --------------------------------------------------- | ------------------ | --- | --- |
|                     | Медаль «За доблесть в специальной военной операции» | 5 февраля2024 года | Медаль Хабаровского края «За доблесть в специальной военной операции» выполнена в виде медальона, подвешенного с помощью кольца к колодке. Колодка выполнена в виде пятиугольной планки. Колодка покрыта муаровой лентой, разделенной по вертикали на четыре части - белую, синюю, зеленую и георгиевскую (слева направо) в отношении 1:1:1:1. Медальон представляет собой круг золотистого цвета с выпуклыми бортиками на лицевой и оборотной стороне. На лицевой стороне - погрудное изображение витязя в плаще и шлеме. По окружности - надпись, выполненная рельефными литерами в цвет металла: «За доблесть в специальной военной операции». На оборотной стороне медальона, по окружности надпись: «Хабаровский край» и герб Хабаровского края по центру. Диаметр медальона - 32 мм, ширина ленты 24 мм, толщина медали и колодки - 2 - 3 мм. Медальон изготавливается из жёлтого металла. Колодка с обратной стороны имеет булавку для крепления к одежде. | Медаль Хабаровского края «За доблесть в специальной военной операции» является высшей формой признания заслуг военнослужащих, лиц, проходящих (проходивших) службу в войсках национальной гвардии Российской Федерации и имеющих специальное звание полиции, граждан, пребывающих (пребывавших) в добровольческих формированиях, созданных в соответствии с Федеральным законом от 31 мая 1996 года N 61-ФЗ "Об обороне", принимающих (принявших) непосредственное личное участие в боевых операциях, связанных с выполнением задач специальной военной операции на территориях Украины, Донецкой Народной Республики, Луганской Народной Республики, Запорожской области и Херсонской области, - за проявленные мужество, стойкость, отвагу и самоотверженность, героизм, волю к победе, верность воинскому долгу, умелые, инициативные и решительные действия, способствовавшие успешному выполнению боевых задач при защите Отечества. Гражданину, награжденному медалью, вручается удостоверение с выплатой в порядке, определяемом Правительством края, единовременного денежного поощрения в размере 50 000 рублей за счёт средств краевого бюджета. Медалью Хабаровского края «За доблесть в специальной военной операции» награждается не более 30 граждан в год. |
|                     | Медаль «За содействие специальной военной операции» | 5 февраля2024 года | Медаль Хабаровского края «За содействие специальной военной операции» состоит из основы и колодки. Основа медали изготавливается из латуни с гальваническим покрытием и имеет форму восьмилучевой звезды с полированными гранеными усеченными лучами в виде штралов, четыре из которых золотого цвета и четыре - серебряного цвета. Расстояние между концами противолежащих лучей звезды 42 мм. Основа медали имеет выпуклый изгиб от краев к центру. На лицевой стороне основы медали, в центре расположен круглый штамп диаметром 20,0 мм. В первом (внешнем) круге штампа шириной 2 мм, покрытом эмалью красного цвета с окантовкой золотого цвета размещены надписи «ХАБАРОВСКИЙ КРАЙ» (в верхней части), «ЗА СОДЕЙСТВИЕ СВО» (в нижней части) и рельефные изображения трех точек золотого цвета (между надписями). Надписи выполнены рельефными прописными буквами золотого цвета высотой 1,5 мм, без кавычек. Во втором (внутреннем) круге штампа диаметром 15,0 мм, в центре, размещено рельефное многоцветное изображение герба Хабаровского края размером 10,0 мм x 12,0 мм. Оборотная сторона основы медали однородного золотого цвета с мелкой зернистостью металла. Медаль при помощи ушка и кольца соединяется с металлической пятиугольной колодкой размером 45,00 мм x 50,0 мм. С лицевой стороны колодка медали обтянута муаровой лентой шириной 24,0 мм, с изображением трех продольных полос шириной по 8,0 мм слева направо белого, синего и зеленого цвета. На оборотной стороне колодки медали имеется безопасная булавка для крепления к одежде. Общий размер медали по ширине 45,0 мм, по высоте 95,0 мм. | Медаль Хабаровского края «За содействие специальной военной операции» является высшей формой признания заслуг граждан и организаций: - по собственной инициативе содействовавших Вооруженным Силам Российской Федерации, войскам национальной гвардии Российской Федерации, спасательным воинским формированиям федерального органа исполнительной власти, уполномоченного на решение задач в области гражданской обороны, Службе внешней разведки Российской Федерации, органам федеральной службы безопасности, органам государственной охраны, органам военной прокуратуры, военным следственным органам Следственного комитета Российской Федерации, федеральному органу обеспечения мобилизационной подготовки органов государственной власти Российской Федерации, воинским подразделениям федеральной противопожарной службы, добровольческим формированиям в выполнении ими задач в ходе специальной военной операции, в том числе принимавших участие в их оснащении вооружением и военной техникой, обеспечении материальными средствами, энергетическими и другими ресурсами, работами и услугами, необходимыми для выполнения задач в ходе специальной военной операции и (или) безвозмездно предоставивших для их нужд и (или) нужд конкретных военнослужащих имущество, денежные средства; - внесших большой вклад в выполнение государственного оборонного заказа, государственных программ вооружения для выполнения задач в ходе специальной военной операции; - безвозмездно содействовавших членам семей военнослужащих, сотрудников, добровольцев в реализации личных, семейных, домашних нужд в период участия военнослужащих, сотрудников, добровольцев в специальной военной операции; - обеспечивших исполнение гражданами Российской Федерации воинской обязанности в соответствии с Федеральным законом от 28 марта 1998 года N 53-ФЗ "О воинской обязанности и военной службе" в период проведения специальной военной операции. |

### Отраслевые почётные звания
| Изображение награды | Наименование награды | Дата учреждения     | Описание награды | Правила награждения |
| ------------------- | --- | ------------------- | --- | --- |
|                     | Почётное звание «Заслуженный артист Хабаровского края»                                                                  | 23 ноября2016 года  | Нагрудный знак к почётным званиям Хабаровского края по профессиям представляет собой серебристый овальный венок, образованный двумя выходящими снизу и расходящимися лавровыми и дубовыми ветвями. На лицевой стороне нагрудного знака в центре на венок положен серебристый картуш, над которым размещен герб Хабаровского края размером 10,0 мм x 12,0 мм. В центральной части картуша расположены прописные литеры - наименование почетного звания Хабаровского края по профессиям, высотой 2,0 мм, без кавычек. На оборотной стороне нагрудного знака имеется безопасная булавка для крепления к одежде. Картуш и лаврово-дубовый венок изготавливаются из белого металла (серебра). Общий размер нагрудного знака по ширине 39,0 мм и по высоте 45,0 мм. | Почётное звание присваивается высокопрофессиональным артистам, балетмейстерам, дирижерам, композиторам, режиссерам, хормейстерам, музыкальным исполнителям за личные заслуги в создании высокохудожественных образов, спектаклей, кино- и телефильмов, концертных, эстрадных и цирковых программ, музыкальных, телевизионных и радиопроизведений, которые получили общественное признание в крае, при наличии стажа профессиональной деятельности не менее десяти лет |
|                     | Почётное звание «Заслуженный архитектор Хабаровского края»                                                              | 30 января2013 года  | Нагрудный знак к почётным званиям Хабаровского края по профессиям представляет собой серебристый овальный венок, образованный двумя выходящими снизу и расходящимися лавровыми и дубовыми ветвями. На лицевой стороне нагрудного знака в центре на венок положен серебристый картуш, над которым размещен герб Хабаровского края размером 10,0 мм x 12,0 мм. В центральной части картуша расположены прописные литеры - наименование почетного звания Хабаровского края по профессиям, высотой 2,0 мм, без кавычек. На оборотной стороне нагрудного знака имеется безопасная булавка для крепления к одежде. Картуш и лаврово-дубовый венок изготавливаются из белого металла (серебра). Общий размер нагрудного знака по ширине 39,0 мм и по высоте 45,0 мм. | Почётное звание присваивается высокопрофессиональным архитекторам органов управления градостроительством, научных, проектных и образовательных организаций за личные заслуги в развитии архитектуры края, в проектировании и возведении уникальных архитектурных комплексов, зданий и сооружений с использованием современных экологически чистых и энергосберегающих технологий, реставрации памятников культуры, подготовке квалифицированных кадров при наличии стажа профессиональной деятельности не менее десяти лет |
|                     | Почётное звание «Заслуженный геолог Хабаровского края»                                                                  | 30 января2013 года  | Нагрудный знак к почётным званиям Хабаровского края по профессиям представляет собой серебристый овальный венок, образованный двумя выходящими снизу и расходящимися лавровыми и дубовыми ветвями. На лицевой стороне нагрудного знака в центре на венок положен серебристый картуш, над которым размещен герб Хабаровского края размером 10,0 мм x 12,0 мм. В центральной части картуша расположены прописные литеры - наименование почетного звания Хабаровского края по профессиям, высотой 2,0 мм, без кавычек. На оборотной стороне нагрудного знака имеется безопасная булавка для крепления к одежде. Картуш и лаврово-дубовый венок изготавливаются из белого металла (серебра). Общий размер нагрудного знака по ширине 39,0 мм и по высоте 45,0 мм. | Почётное звание присваивается высокопрофессиональным работникам сферы геологии, органов управления недропользованием, научных и образовательных организаций за высокие достижения, заслуги в геологическом изучении, использовании и охране недр, укреплении минерально-сырьевой базы, разработке и внедрении новых и прогрессивных технологий проведения геолого-разведочных работ и добычи полезных ископаемых, повышении эффективности труда и экономичности, подготовке квалифицированных кадров при наличии стажа профессиональной деятельности не менее десяти лет |
|                     | Почётное звание «Заслуженный горняк Хабаровского края»                                                                  | 30 января2013 года  | Нагрудный знак к почётным званиям Хабаровского края по профессиям представляет собой серебристый овальный венок, образованный двумя выходящими снизу и расходящимися лавровыми и дубовыми ветвями. На лицевой стороне нагрудного знака в центре на венок положен серебристый картуш, над которым размещен герб Хабаровского края размером 10,0 мм x 12,0 мм. В центральной части картуша расположены прописные литеры - наименование почетного звания Хабаровского края по профессиям, высотой 2,0 мм, без кавычек. На оборотной стороне нагрудного знака имеется безопасная булавка для крепления к одежде. Картуш и лаврово-дубовый венок изготавливаются из белого металла (серебра). Общий размер нагрудного знака по ширине 39,0 мм и по высоте 45,0 мм. | Почётное звание присваивается высокопрофессиональным работникам горнодобывающей промышленности, органов управления недропользованием, научных и образовательных организаций за высокие достижения, заслуги в разработке и внедрении новых и прогрессивных технологий добычи полезных ископаемых, повышении эффективности труда и экономичности, подготовке квалифицированных кадров при наличии стажа профессиональной деятельности не менее десяти лет |
|                     | Почётное звание «Заслуженный деятель науки Хабаровского края»                                                           | 30 января2013 года  | Нагрудный знак к почётным званиям Хабаровского края по профессиям представляет собой серебристый овальный венок, образованный двумя выходящими снизу и расходящимися лавровыми и дубовыми ветвями. На лицевой стороне нагрудного знака в центре на венок положен серебристый картуш, над которым размещен герб Хабаровского края размером 10,0 мм x 12,0 мм. В центральной части картуша расположены прописные литеры - наименование почетного звания Хабаровского края по профессиям, высотой 2,0 мм, без кавычек. На оборотной стороне нагрудного знака имеется безопасная булавка для крепления к одежде. Картуш и лаврово-дубовый венок изготавливаются из белого металла (серебра). Общий размер нагрудного знака по ширине 39,0 мм и по высоте 45,0 мм. | Почётное звание присваивается докторам наук за выдающиеся научные достижения, создание научных школ, разработку новых и прогрессивных научных теорий, направлений науки, техники и технологий, заслуги в успешном внедрении результатов научно-исследовательской деятельности в производство и практическую деятельность, развитии научно-исследовательской деятельности в образовательных организациях высшего образования, подготовке высококвалифицированных научных кадров |
|                     | Почётное звание «Заслуженный работник агропромышленного комплекса Хабаровского края»                                    | 30 января2013 года  | Нагрудный знак к почётным званиям Хабаровского края по профессиям представляет собой серебристый овальный венок, образованный двумя выходящими снизу и расходящимися лавровыми и дубовыми ветвями. На лицевой стороне нагрудного знака в центре на венок положен серебристый картуш, над которым размещен герб Хабаровского края размером 10,0 мм x 12,0 мм. В центральной части картуша расположены прописные литеры - наименование почетного звания Хабаровского края по профессиям, высотой 2,0 мм, без кавычек. На оборотной стороне нагрудного знака имеется безопасная булавка для крепления к одежде. Картуш и лаврово-дубовый венок изготавливаются из белого металла (серебра). Общий размер нагрудного знака по ширине 39,0 мм и по высоте 45,0 мм. | Почётное звание присваивается высокопрофессиональным работникам агропромышленного комплекса, органов управления агропромышленным комплексом, научных и образовательных организаций за достижение высоких показателей сельскохозяйственного производства, заслуги в развитии и организации агропромышленного комплекса, улучшении качества и снижении себестоимости продукции, повышении эффективности труда и экономичности, совершенствовании техники, технологии и организации труда, подготовке квалифицированных кадров при наличии стажа профессиональной деятельности не менее десяти лет |
|                     | Почётное звание «Заслуженный работник архивного дела Хабаровского края»                                                 | 3 февраля2016 года  | Нагрудный знак к почётным званиям Хабаровского края по профессиям представляет собой серебристый овальный венок, образованный двумя выходящими снизу и расходящимися лавровыми и дубовыми ветвями. На лицевой стороне нагрудного знака в центре на венок положен серебристый картуш, над которым размещен герб Хабаровского края размером 10,0 мм x 12,0 мм. В центральной части картуша расположены прописные литеры - наименование почетного звания Хабаровского края по профессиям, высотой 2,0 мм, без кавычек. На оборотной стороне нагрудного знака имеется безопасная булавка для крепления к одежде. Картуш и лаврово-дубовый венок изготавливаются из белого металла (серебра). Общий размер нагрудного знака по ширине 39,0 мм и по высоте 45,0 мм. | Почётное звание присваивается высокопрофессиональным работникам архивного дела, государственных и муниципальных органов управления архивным делом, связанным с архивной деятельностью и делопроизводством, архивных учреждений, специалистам организаций, непосредственно занятым формированием, обеспечением сохранности и использованием архивных фондов, научных и образовательных организаций за заслуги в развитии архивного дела, улучшении качества архивной деятельности и делопроизводства, совершенствовании техники, технологий и организации труда, подготовке квалифицированных кадров при наличии стажа профессиональной деятельности не менее десяти лет |
|                     | Почётное звание «Заслуженный работник жилищно-коммунального хозяйства Хабаровского края»                                | 30 октября2013 года | Нагрудный знак к почётным званиям Хабаровского края по профессиям представляет собой серебристый овальный венок, образованный двумя выходящими снизу и расходящимися лавровыми и дубовыми ветвями. На лицевой стороне нагрудного знака в центре на венок положен серебристый картуш, над которым размещен герб Хабаровского края размером 10,0 мм x 12,0 мм. В центральной части картуша расположены прописные литеры - наименование почетного звания Хабаровского края по профессиям, высотой 2,0 мм, без кавычек. На оборотной стороне нагрудного знака имеется безопасная булавка для крепления к одежде. Картуш и лаврово-дубовый венок изготавливаются из белого металла (серебра). Общий размер нагрудного знака по ширине 39,0 мм и по высоте 45,0 мм. | Почётное звание присваивается высокопрофессиональным работникам организаций в сфере жилищно-коммунального хозяйства, государственных и муниципальных органов управления жилищно-коммунальным хозяйством, научных и образовательных организаций за заслуги в развитии и организации жилищно-коммунального хозяйства, улучшении качества услуг жилищно-коммунального хозяйства, повышении эффективности труда и экономичности, совершенствовании техники, технологий и организации труда, подготовке квалифицированных кадров при наличии стажа профессиональной деятельности в отрасли жилищно-коммунального хозяйства не менее десяти лет |
|                     | Почётное звание «Заслуженный работник здравоохранения Хабаровского края»                                                | 30 января2013 года  | Нагрудный знак к почётным званиям Хабаровского края по профессиям представляет собой серебристый овальный венок, образованный двумя выходящими снизу и расходящимися лавровыми и дубовыми ветвями. На лицевой стороне нагрудного знака в центре на венок положен серебристый картуш, над которым размещен герб Хабаровского края размером 10,0 мм x 12,0 мм. В центральной части картуша расположены прописные литеры - наименование почетного звания Хабаровского края по профессиям, высотой 2,0 мм, без кавычек. На оборотной стороне нагрудного знака имеется безопасная булавка для крепления к одежде. Картуш и лаврово-дубовый венок изготавливаются из белого металла (серебра). Общий размер нагрудного знака по ширине 39,0 мм и по высоте 45,0 мм. | Почётное звание присваивается работникам отрасли здравоохранения края, органов управления здравоохранением, научных и образовательных организаций за высокое профессиональное мастерство, заслуги в области охраны здоровья граждан, в организации и оказании качественной медицинской помощи населению, разработке, внедрении новых и совершенствовании применяемых методик профилактики, диагностики, лечения заболеваний, реабилитации пациентов, новых видов и образцов медицинской техники и медицинских изделий, подготовке квалифицированных кадров при наличии стажа профессиональной деятельности не менее десяти лет |
|                     | Почётное звание «Заслуженный работник культуры Хабаровского края»                                                       | 30 января2013 года  | Нагрудный знак к почётным званиям Хабаровского края по профессиям представляет собой серебристый овальный венок, образованный двумя выходящими снизу и расходящимися лавровыми и дубовыми ветвями. На лицевой стороне нагрудного знака в центре на венок положен серебристый картуш, над которым размещен герб Хабаровского края размером 10,0 мм x 12,0 мм. В центральной части картуша расположены прописные литеры - наименование почетного звания Хабаровского края по профессиям, высотой 2,0 мм, без кавычек. На оборотной стороне нагрудного знака имеется безопасная булавка для крепления к одежде. Картуш и лаврово-дубовый венок изготавливаются из белого металла (серебра). Общий размер нагрудного знака по ширине 39,0 мм и по высоте 45,0 мм. | Почётное звание присваивается работникам архивных, библиотечных, кинематографических, книгоиздательских, культурно-просветительских, музейных, полиграфических, радиовещательных, телевизионных организаций, органов управления культурой, научных и образовательных организаций, руководителям и участникам самодеятельных коллективов и другим деятелям культуры за высокое профессиональное мастерство, выдающиеся культурные достижения, заслуги в сохранении, развитии и популяризации культуры, народного творчества и этнической самобытности, подготовке квалифицированных кадров в области культуры при наличии стажа профессиональной деятельности не менее десяти лет |
|                     | Почётное звание «Заслуженный работник лесного хозяйства Хабаровского края»                                              | 30 января2013 года  | Нагрудный знак к почётным званиям Хабаровского края по профессиям представляет собой серебристый овальный венок, образованный двумя выходящими снизу и расходящимися лавровыми и дубовыми ветвями. На лицевой стороне нагрудного знака в центре на венок положен серебристый картуш, над которым размещен герб Хабаровского края размером 10,0 мм x 12,0 мм. В центральной части картуша расположены прописные литеры - наименование почетного звания Хабаровского края по профессиям, высотой 2,0 мм, без кавычек. На оборотной стороне нагрудного знака имеется безопасная булавка для крепления к одежде. Картуш и лаврово-дубовый венок изготавливаются из белого металла (серебра). Общий размер нагрудного знака по ширине 39,0 мм и по высоте 45,0 мм. | Почётное звание присваивается высокопрофессиональным работникам лесного хозяйства, органов управления лесным хозяйством, научных и образовательных организаций в области лесных отношений за заслуги в развитии лесного хозяйства, сбережении и приумножении лесных богатств, многолетний и плодотворный труд в области использования, охраны, защиты и воспроизводства лесов, заслуги в улучшении качества лесной продукции, повышении эффективности труда, разработке и внедрении новых и прогрессивных технологий лесоводства, подготовке квалифицированных кадров при наличии стажа профессиональной деятельности не менее десяти лет |
|                     | Почётное звание «Заслуженный работник сферы государственной регистрации актов гражданского состояния Хабаровского края» | 3 февраля2016 года  | Нагрудный знак к почётным званиям Хабаровского края по профессиям представляет собой серебристый овальный венок, образованный двумя выходящими снизу и расходящимися лавровыми и дубовыми ветвями. На лицевой стороне нагрудного знака в центре на венок положен серебристый картуш, над которым размещен герб Хабаровского края размером 10,0 мм x 12,0 мм. В центральной части картуша расположены прописные литеры - наименование почетного звания Хабаровского края по профессиям, высотой 2,0 мм, без кавычек. На оборотной стороне нагрудного знака имеется безопасная булавка для крепления к одежде. Картуш и лаврово-дубовый венок изготавливаются из белого металла (серебра). Общий размер нагрудного знака по ширине 39,0 мм и по высоте 45,0 мм. | Почётное звание присваивается высокопрофессиональным работникам органов государственной власти и органов местного самоуправления, осуществляющим переданные государственные полномочия по государственной регистрации актов гражданского состояния или непосредственно содействующим осуществлению данных полномочий, за заслуги в развитии государственной регистрации актов гражданского состояния, во внедрении прогрессивных технологий регистрации актов гражданского состояния, в принятии мер по совершенствованию нормативной правовой базы в сфере государственной регистрации актов гражданского состояния, оказании государственных услуг на высоком профессиональном уровне, подготовке квалифицированных кадров при наличии стажа профессиональной деятельности не менее десяти лет |
|                     | Почётное звание «Заслуженный работник лесной промышленности Хабаровского края»                                          | 30 января2013 года  | Нагрудный знак к почётным званиям Хабаровского края по профессиям представляет собой серебристый овальный венок, образованный двумя выходящими снизу и расходящимися лавровыми и дубовыми ветвями. На лицевой стороне нагрудного знака в центре на венок положен серебристый картуш, над которым размещен герб Хабаровского края размером 10,0 мм x 12,0 мм. В центральной части картуша расположены прописные литеры - наименование почетного звания Хабаровского края по профессиям, высотой 2,0 мм, без кавычек. На оборотной стороне нагрудного знака имеется безопасная булавка для крепления к одежде. Картуш и лаврово-дубовый венок изготавливаются из белого металла (серебра). Общий размер нагрудного знака по ширине 39,0 мм и по высоте 45,0 мм. | Почётное звание присваивается высокопрофессиональным работникам лесной промышленности, органов управления лесной промышленностью, научных и образовательных организаций за заслуги в развитии лесной промышленности, улучшении качества и снижении себестоимости продукции, повышении эффективности труда и экономичности, разработке и внедрении новых и прогрессивных технологий деревопереработки, подготовке квалифицированных кадров при наличии стажа профессиональной деятельности не менее десяти лет |
|                     | Почётное звание «Заслуженный работник сферы туризма Хабаровского края»                                                  | 23 ноября2016 года  | Нагрудный знак к почётным званиям Хабаровского края по профессиям представляет собой серебристый овальный венок, образованный двумя выходящими снизу и расходящимися лавровыми и дубовыми ветвями. На лицевой стороне нагрудного знака в центре на венок положен серебристый картуш, над которым размещен герб Хабаровского края размером 10,0 мм x 12,0 мм. В центральной части картуша расположены прописные литеры - наименование почетного звания Хабаровского края по профессиям, высотой 2,0 мм, без кавычек. На оборотной стороне нагрудного знака имеется безопасная булавка для крепления к одежде. Картуш и лаврово-дубовый венок изготавливаются из белого металла (серебра). Общий размер нагрудного знака по ширине 39,0 мм и по высоте 45,0 мм. | Почётное звание присваивается работникам объектов туристской индустрии, экскурсоводам (гидам) и другим специалистам в сфере туризма за высокое профессиональное мастерство, заслуги в развитии и популяризации туристского потенциала края, подготовке квалифицированных кадров в сфере туризма при наличии стажа профессиональной деятельности не менее десяти лет |
|                     | Почётное звание «Заслуженный работник сферы молодежной политики Хабаровского края»                                      | 30 января2013 года  | Нагрудный знак к почётным званиям Хабаровского края по профессиям представляет собой серебристый овальный венок, образованный двумя выходящими снизу и расходящимися лавровыми и дубовыми ветвями. На лицевой стороне нагрудного знака в центре на венок положен серебристый картуш, над которым размещен герб Хабаровского края размером 10,0 мм x 12,0 мм. В центральной части картуша расположены прописные литеры - наименование почетного звания Хабаровского края по профессиям, высотой 2,0 мм, без кавычек. На оборотной стороне нагрудного знака имеется безопасная булавка для крепления к одежде. Картуш и лаврово-дубовый венок изготавливаются из белого металла (серебра). Общий размер нагрудного знака по ширине 39,0 мм и по высоте 45,0 мм. | Почётное звание присваивается высокопрофессиональным работникам организаций, осуществляющих деятельность в сфере молодежной политики, занятости, досуга, отдыха и оздоровления детей и молодежи, органов управления молодежной политикой, руководителям, членам и участникам общественных объединений, работникам научных и образовательных организаций за заслуги в воспитании детей и молодежи, практической подготовке детей и молодежи, развитии их творческой активности и самостоятельности при наличии стажа профессиональной деятельности не менее десяти лет |
|                     | Почётное звание «Заслуженный работник образования Хабаровского края»                                                    | 30 января2013 года  | Нагрудный знак к почётным званиям Хабаровского края по профессиям представляет собой серебристый овальный венок, образованный двумя выходящими снизу и расходящимися лавровыми и дубовыми ветвями. На лицевой стороне нагрудного знака в центре на венок положен серебристый картуш, над которым размещен герб Хабаровского края размером 10,0 мм x 12,0 мм. В центральной части картуша расположены прописные литеры - наименование почетного звания Хабаровского края по профессиям, высотой 2,0 мм, без кавычек. На оборотной стороне нагрудного знака имеется безопасная булавка для крепления к одежде. Картуш и лаврово-дубовый венок изготавливаются из белого металла (серебра). Общий размер нагрудного знака по ширине 39,0 мм и по высоте 45,0 мм. | Почётное звание присваивается высокопрофессиональным руководящим и научно-педагогическим работникам образовательных организаций, работникам органов управления образованием за заслуги в развитии и повышении качества образования, разработке и внедрении новых и прогрессивных форм и методов педагогической деятельности, выявлении и развитии способностей обучающихся и воспитанников, создании инновационной учебно-методической литературы, совершенствовании образовательного процесса, подготовке квалифицированных кадров при наличии стажа профессиональной деятельности не менее десяти лет |
|                     | Почётное звание «Заслуженный работник охотничьего хозяйства Хабаровского края»                                          | 30 октября2013 года | Нагрудный знак к почётным званиям Хабаровского края по профессиям представляет собой серебристый овальный венок, образованный двумя выходящими снизу и расходящимися лавровыми и дубовыми ветвями. На лицевой стороне нагрудного знака в центре на венок положен серебристый картуш, над которым размещен герб Хабаровского края размером 10,0 мм x 12,0 мм. В центральной части картуша расположены прописные литеры - наименование почетного звания Хабаровского края по профессиям, высотой 2,0 мм, без кавычек. На оборотной стороне нагрудного знака имеется безопасная булавка для крепления к одежде. Картуш и лаврово-дубовый венок изготавливаются из белого металла (серебра). Общий размер нагрудного знака по ширине 39,0 мм и по высоте 45,0 мм. | Почётное звание присваивается высокопрофессиональным работникам охотничьего хозяйства, органов управления охотничьим хозяйством, научных и общественных организаций, осуществляющих деятельность в области охоты, сохранения и использования охотничьих ресурсов, за заслуги в развитии охотничьего хозяйства, изучении, восстановлении, сохранении и приумножении популяций, численности и среды обитания видов охотничьих животных, разработке и внедрении прогрессивных технологий охотопользования, производственных комплексов и продукции охоты, подготовке квалифицированных кадров в области охотничьего хозяйства при наличии стажа профессиональной деятельности не менее десяти лет |
|                     | Почётное звание «Заслуженный работник пищевой и перерабатывающей промышленности Хабаровского края»                      | 30 января2013 года  | Нагрудный знак к почётным званиям Хабаровского края по профессиям представляет собой серебристый овальный венок, образованный двумя выходящими снизу и расходящимися лавровыми и дубовыми ветвями. На лицевой стороне нагрудного знака в центре на венок положен серебристый картуш, над которым размещен герб Хабаровского края размером 10,0 мм x 12,0 мм. В центральной части картуша расположены прописные литеры - наименование почетного звания Хабаровского края по профессиям, высотой 2,0 мм, без кавычек. На оборотной стороне нагрудного знака имеется безопасная булавка для крепления к одежде. Картуш и лаврово-дубовый венок изготавливаются из белого металла (серебра). Общий размер нагрудного знака по ширине 39,0 мм и по высоте 45,0 мм. | Почётное звание присваивается высокопрофессиональным работникам пищевой и перерабатывающей промышленности, органов управления пищевой и перерабатывающей промышленностью, научных и образовательных организаций за заслуги в развитии и организации пищевой и перерабатывающей промышленности, совершенствовании техники, технологии и организации труда, подготовке квалифицированных кадров при наличии стажа профессиональной деятельности не менее десяти лет |
|                     | Почётное звание «Заслуженный работник промышленности Хабаровского края»                                                 | 30 января2013 года  | Нагрудный знак к почётным званиям Хабаровского края по профессиям представляет собой серебристый овальный венок, образованный двумя выходящими снизу и расходящимися лавровыми и дубовыми ветвями. На лицевой стороне нагрудного знака в центре на венок положен серебристый картуш, над которым размещен герб Хабаровского края размером 10,0 мм x 12,0 мм. В центральной части картуша расположены прописные литеры - наименование почетного звания Хабаровского края по профессиям, высотой 2,0 мм, без кавычек. На оборотной стороне нагрудного знака имеется безопасная булавка для крепления к одежде. Картуш и лаврово-дубовый венок изготавливаются из белого металла (серебра). Общий размер нагрудного знака по ширине 39,0 мм и по высоте 45,0 мм. | Почётное звание присваивается высокопрофессиональным работникам добывающей, перерабатывающей и обрабатывающей промышленности, органов управления промышленностью, научных и образовательных организаций за заслуги в достижении высоких показателей производства продукции, улучшении ее качества, расширении ассортимента и снижении себестоимости, повышении эффективности труда и экономичности, совершенствовании техники, технологии и организации производства, подготовке квалифицированных кадров при наличии стажа профессиональной деятельности не менее десяти лет |
|                     | Почётное звание «Заслуженный работник рыбного хозяйства Хабаровского края»                                              | 30 января2013 года  | Нагрудный знак к почётным званиям Хабаровского края по профессиям представляет собой серебристый овальный венок, образованный двумя выходящими снизу и расходящимися лавровыми и дубовыми ветвями. На лицевой стороне нагрудного знака в центре на венок положен серебристый картуш, над которым размещен герб Хабаровского края размером 10,0 мм x 12,0 мм. В центральной части картуша расположены прописные литеры - наименование почетного звания Хабаровского края по профессиям, высотой 2,0 мм, без кавычек. На оборотной стороне нагрудного знака имеется безопасная булавка для крепления к одежде. Картуш и лаврово-дубовый венок изготавливаются из белого металла (серебра). Общий размер нагрудного знака по ширине 39,0 мм и по высоте 45,0 мм. | Почётное звание присваивается высокопрофессиональным работникам рыбного хозяйства, органов управления рыболовством, научных и образовательных организаций за достижение высоких показателей в области рыболовства и сохранения водных биологических ресурсов, заслуги в улучшении качества и снижении себестоимости продукции, повышении эффективности труда и экономичности, совершенствовании техники, технологии и организации рыбоводства и рыболовства, подготовке квалифицированных кадров при наличии стажа профессиональной деятельности не менее десяти лет |
|                     | Почётное звание «Заслуженный работник социальной защиты населения Хабаровского края»                                    | 30 января2013 года  | Нагрудный знак к почётным званиям Хабаровского края по профессиям представляет собой серебристый овальный венок, образованный двумя выходящими снизу и расходящимися лавровыми и дубовыми ветвями. На лицевой стороне нагрудного знака в центре на венок положен серебристый картуш, над которым размещен герб Хабаровского края размером 10,0 мм x 12,0 мм. В центральной части картуша расположены прописные литеры - наименование почетного звания Хабаровского края по профессиям, высотой 2,0 мм, без кавычек. На оборотной стороне нагрудного знака имеется безопасная булавка для крепления к одежде. Картуш и лаврово-дубовый венок изготавливаются из белого металла (серебра). Общий размер нагрудного знака по ширине 39,0 мм и по высоте 45,0 мм. | Почётное звание присваивается высокопрофессиональным работникам органов и учреждений социальной защиты населения края, организаций социального обслуживания граждан и индивидуальным предпринимателям, осуществляющим социальное обслуживание граждан на территории края, за заслуги в развитии и организации системы социальной защиты населения края, решении социальных проблем, работе с социально незащищенными категориями граждан, разработке и внедрении новых форм и методов социальной работы при наличии стажа профессиональной деятельности не менее десяти лет |
|                     | Почётное звание «Заслуженный работник торговли Хабаровского края»                                                       | 30 января2013 года  | Нагрудный знак к почётным званиям Хабаровского края по профессиям представляет собой серебристый овальный венок, образованный двумя выходящими снизу и расходящимися лавровыми и дубовыми ветвями. На лицевой стороне нагрудного знака в центре на венок положен серебристый картуш, над которым размещен герб Хабаровского края размером 10,0 мм x 12,0 мм. В центральной части картуша расположены прописные литеры - наименование почетного звания Хабаровского края по профессиям, высотой 2,0 мм, без кавычек. На оборотной стороне нагрудного знака имеется безопасная булавка для крепления к одежде. Картуш и лаврово-дубовый венок изготавливаются из белого металла (серебра). Общий размер нагрудного знака по ширине 39,0 мм и по высоте 45,0 мм. | Почётное звание присваивается высокопрофессиональным работникам сферы торговли, общественного питания и бытового обслуживания населения, органов управления в указанных сферах экономики, научных и образовательных организаций за заслуги в развитии и организации услуг торговли, общественного питания и бытового обслуживания населения, совершенствовании форм и методов осуществления деятельности, обеспечении высокой культуры обслуживания потребителей, разработке и осуществлении мероприятий, направленных на повышение эффективности и высокотехнологичности услуг торговли, общественного питания и бытового обслуживания, подготовке квалифицированных кадров при наличии стажа профессиональной деятельности не менее десяти лет |
|                     | Почётное звание «Заслуженный работник транспорта Хабаровского края»                                                     | 30 января2013 года  | Нагрудный знак к почётным званиям Хабаровского края по профессиям представляет собой серебристый овальный венок, образованный двумя выходящими снизу и расходящимися лавровыми и дубовыми ветвями. На лицевой стороне нагрудного знака в центре на венок положен серебристый картуш, над которым размещен герб Хабаровского края размером 10,0 мм x 12,0 мм. В центральной части картуша расположены прописные литеры - наименование почетного звания Хабаровского края по профессиям, высотой 2,0 мм, без кавычек. На оборотной стороне нагрудного знака имеется безопасная булавка для крепления к одежде. Картуш и лаврово-дубовый венок изготавливаются из белого металла (серебра). Общий размер нагрудного знака по ширине 39,0 мм и по высоте 45,0 мм. | Почётное звание присваивается высокопрофессиональным работникам транспорта, транспортной инфраструктуры и дорожного хозяйства, органов управления транспортом и дорожным хозяйством, научных и образовательных организаций за заслуги в развитии и организации транспортной инфраструктуры и дорожного хозяйства, улучшении качества транспортных услуг, повышении культуры обслуживания населения, расширении ассортимента и снижении себестоимости услуг, повышении эффективности труда и экономичности, совершенствовании техники, технологии и организации труда, подготовке квалифицированных кадров при наличии стажа профессиональной деятельности не менее десяти лет |
|                     | Почётное звание «Заслуженный работник физической культуры и спорта Хабаровского края»                                   | 30 января2013 года  | Нагрудный знак к почётным званиям Хабаровского края по профессиям представляет собой серебристый овальный венок, образованный двумя выходящими снизу и расходящимися лавровыми и дубовыми ветвями. На лицевой стороне нагрудного знака в центре на венок положен серебристый картуш, над которым размещен герб Хабаровского края размером 10,0 мм x 12,0 мм. В центральной части картуша расположены прописные литеры - наименование почетного звания Хабаровского края по профессиям, высотой 2,0 мм, без кавычек. На оборотной стороне нагрудного знака имеется безопасная булавка для крепления к одежде. Картуш и лаврово-дубовый венок изготавливаются из белого металла (серебра). Общий размер нагрудного знака по ширине 39,0 мм и по высоте 45,0 мм. | Почётное звание присваивается работникам физической культуры и спорта, органов управления физической культурой и спортом, общественных организаций в области физической культуры и спорта, научных и образовательных организаций за высокое профессиональное мастерство, выдающиеся спортивные достижения, заслуги в сохранении, развитии, организации и популяризации физической культуры и спорта, развитии детско-юношеского спорта и спорта высших достижений, создании инфраструктуры краевых спортивных федераций, подготовке спортивных сборных команд края для участия во всероссийских официальных спортивных мероприятиях, спортсменов края, включенных в составы сборных команд Российской Федерации по соответствующим видам спорта, разработке и внедрении новых и прогрессивных форм и методов спортивной деятельности, новых видов и улучшенных образцов спортивного оборудования и инвентаря, выявлении и развитии спортивных способностей обучающихся и воспитанников, подготовке квалифицированных кадров при наличии стажа профессиональной деятельности не менее десяти лет |
|                     | Почётное звание «Заслуженный художник Хабаровского края»                                                                | 23 ноября2016 года  | Нагрудный знак к почётным званиям Хабаровского края по профессиям представляет собой серебристый овальный венок, образованный двумя выходящими снизу и расходящимися лавровыми и дубовыми ветвями. На лицевой стороне нагрудного знака в центре на венок положен серебристый картуш, над которым размещен герб Хабаровского края размером 10,0 мм x 12,0 мм. В центральной части картуша расположены прописные литеры - наименование почетного звания Хабаровского края по профессиям, высотой 2,0 мм, без кавычек. На оборотной стороне нагрудного знака имеется безопасная булавка для крепления к одежде. Картуш и лаврово-дубовый венок изготавливаются из белого металла (серебра). Общий размер нагрудного знака по ширине 39,0 мм и по высоте 45,0 мм. | Почётное звание присваивается высокопрофессиональным художникам за личные заслуги в создании высокохудожественных произведений живописи, скульптуры, графики, монументального, декоративно-прикладного, театрального, кино- и телеискусства, в развитии отечественной художественной культуры, в сохранении, реставрации и популяризации классических образцов русского искусства, обучении молодых художников при наличии стажа профессиональной деятельности не менее десяти лет |
|                     | Почётное звание «Заслуженный спасатель Хабаровского края»                                                               | 30 января2013 года  | Нагрудный знак к почётным званиям Хабаровского края по профессиям представляет собой серебристый овальный венок, образованный двумя выходящими снизу и расходящимися лавровыми и дубовыми ветвями. На лицевой стороне нагрудного знака в центре на венок положен серебристый картуш, над которым размещен герб Хабаровского края размером 10,0 мм x 12,0 мм. В центральной части картуша расположены прописные литеры - наименование почетного звания Хабаровского края по профессиям, высотой 2,0 мм, без кавычек. На оборотной стороне нагрудного знака имеется безопасная булавка для крепления к одежде. Картуш и лаврово-дубовый венок изготавливаются из белого металла (серебра). Общий размер нагрудного знака по ширине 39,0 мм и по высоте 45,0 мм. | Почётное звание присваивается высокопрофессиональным работникам аварийно-спасательных служб и формирований, противопожарной службы края за личные заслуги в развитии и организации аварийно-спасательных служб и формирований, противопожарной службы края, деятельности по спасению людей, материальных и культурных ценностей, защите природной среды, подготовке населения к действиям в условиях чрезвычайных ситуаций, пропаганде пожарно-технических знаний, профилактике и предупреждении пожаров, разработке и внедрении новых форм и методов ведения аварийно-спасательных работ и тушении пожаров, создании и освоении новых видов и улучшенных образцов спасательной и противопожарной техники при наличии стажа профессиональной деятельности не менее десяти лет |
|                     | Почётное звание «Заслуженный строитель Хабаровского края»                                                               | 30 января2013 года  | Нагрудный знак к почётным званиям Хабаровского края по профессиям представляет собой серебристый овальный венок, образованный двумя выходящими снизу и расходящимися лавровыми и дубовыми ветвями. На лицевой стороне нагрудного знака в центре на венок положен серебристый картуш, над которым размещен герб Хабаровского края размером 10,0 мм x 12,0 мм. В центральной части картуша расположены прописные литеры - наименование почетного звания Хабаровского края по профессиям, высотой 2,0 мм, без кавычек. На оборотной стороне нагрудного знака имеется безопасная булавка для крепления к одежде. Картуш и лаврово-дубовый венок изготавливаются из белого металла (серебра). Общий размер нагрудного знака по ширине 39,0 мм и по высоте 45,0 мм. | Почётное звание присваивается высокопрофессиональным работникам сферы строительства, подготовки проектной документации и (или) выполнения инженерных изысканий для целей строительства, органов управления градостроительством, научных и образовательных организаций за заслуги в строительстве зданий и сооружений, имеющих архитектурную, производственную или социальную ценность, повышении показателей возводимых, ремонтируемых, реставрируемых и модернизируемых зданий и сооружений, разработке, внедрении и использовании новых и прогрессивных материалов, оборудования и технологий, повышении конкурентоспособности, улучшении качества и снижении себестоимости строительных работ и материалов, повышении эффективности труда и экономичности, подготовке квалифицированных кадров при наличии стажа профессиональной деятельности не менее десяти лет |
|                     | Почётное звание «Заслуженный эколог Хабаровского края»                                                                  | 30 января2013 года  | Нагрудный знак к почётным званиям Хабаровского края по профессиям представляет собой серебристый овальный венок, образованный двумя выходящими снизу и расходящимися лавровыми и дубовыми ветвями. На лицевой стороне нагрудного знака в центре на венок положен серебристый картуш, над которым размещен герб Хабаровского края размером 10,0 мм x 12,0 мм. В центральной части картуша расположены прописные литеры - наименование почетного звания Хабаровского края по профессиям, высотой 2,0 мм, без кавычек. На оборотной стороне нагрудного знака имеется безопасная булавка для крепления к одежде. Картуш и лаврово-дубовый венок изготавливаются из белого металла (серебра). Общий размер нагрудного знака по ширине 39,0 мм и по высоте 45,0 мм. | Почётное звание присваивается высокопрофессиональным работникам природоохранных организаций, органов управления природопользованием и охраной окружающей среды, руководителям, членам и участникам общественных объединений, работникам научных и образовательных организаций за высокие профессиональные достижения, заслуги в охране окружающей среды, предотвращении, локализации и ликвидации природных и техногенных катастроф, сохранении и приумножении природных ресурсов, изучении и восстановлении популяций, численности и среды обитания редких и исчезающих биологических видов, разработке и внедрении экологически прогрессивных технологий, оборудования, производственных комплексов и продукции, популяризации бережного отношения к природе, спасении и возвращении в естественную среду обитания отдельных представителей биологических видов, подготовке квалифицированных кадров при наличии стажа профессиональной деятельности не менее десяти лет |
|                     | Почётное звание «Заслуженный экономист Хабаровского края»                                                               | 30 января2013 года  | Нагрудный знак к почётным званиям Хабаровского края по профессиям представляет собой серебристый овальный венок, образованный двумя выходящими снизу и расходящимися лавровыми и дубовыми ветвями. На лицевой стороне нагрудного знака в центре на венок положен серебристый картуш, над которым размещен герб Хабаровского края размером 10,0 мм x 12,0 мм. В центральной части картуша расположены прописные литеры - наименование почетного звания Хабаровского края по профессиям, высотой 2,0 мм, без кавычек. На оборотной стороне нагрудного знака имеется безопасная булавка для крепления к одежде. Картуш и лаврово-дубовый венок изготавливаются из белого металла (серебра). Общий размер нагрудного знака по ширине 39,0 мм и по высоте 45,0 мм. | Почётное звание присваивается высокопрофессиональным работникам сферы экономики и финансов, органов управления финансами и экономическим развитием, научных и образовательных организаций за высокие профессиональные достижения, заслуги в организации и совершенствовании финансовой деятельности и экономического планирования, развитии финансовой системы и отраслей экономики, повышении финансово-экономической культуры, подготовке квалифицированных кадров при наличии стажа профессиональной деятельности не менее десяти лет |
|                     | Почётное звание «Заслуженный энергетик Хабаровского края»                                                               | 30 января2013 года  | Нагрудный знак к почётным званиям Хабаровского края по профессиям представляет собой серебристый овальный венок, образованный двумя выходящими снизу и расходящимися лавровыми и дубовыми ветвями. На лицевой стороне нагрудного знака в центре на венок положен серебристый картуш, над которым размещен герб Хабаровского края размером 10,0 мм x 12,0 мм. В центральной части картуша расположены прописные литеры - наименование почетного звания Хабаровского края по профессиям, высотой 2,0 мм, без кавычек. На оборотной стороне нагрудного знака имеется безопасная булавка для крепления к одежде. Картуш и лаврово-дубовый венок изготавливаются из белого металла (серебра). Общий размер нагрудного знака по ширине 39,0 мм и по высоте 45,0 мм. | Почётное звание присваивается высокопрофессиональным работникам сферы энергетики, органов управления топливно-энергетическим комплексом, научных и образовательных организаций за высокие профессиональные достижения, заслуги в сохранении, развитии и организации топливно-энергетического комплекса, проектировании, строительстве, вводе в эксплуатацию и использовании объектов энергетики, разработке, внедрении и освоении энергосберегающих технологий, новых видов и улучшенных образцов энергетического оборудования, подготовке квалифицированных кадров при наличии стажа профессиональной деятельности не менее десяти лет |
|                     | Почётное звание «Заслуженный юрист Хабаровского края»                                                                   | 30 января2013 года  | Нагрудный знак к почётным званиям Хабаровского края по профессиям представляет собой серебристый овальный венок, образованный двумя выходящими снизу и расходящимися лавровыми и дубовыми ветвями. На лицевой стороне нагрудного знака в центре на венок положен серебристый картуш, над которым размещен герб Хабаровского края размером 10,0 мм x 12,0 мм. В центральной части картуша расположены прописные литеры - наименование почетного звания Хабаровского края по профессиям, высотой 2,0 мм, без кавычек. На оборотной стороне нагрудного знака имеется безопасная булавка для крепления к одежде. Картуш и лаврово-дубовый венок изготавливаются из белого металла (серебра). Общий размер нагрудного знака по ширине 39,0 мм и по высоте 45,0 мм. | Почётное звание присваивается высокопрофессиональным юристам за заслуги в защите прав и свобод человека и гражданина, правотворческой деятельности, укреплении законности и правопорядка, развитии юридической науки, повышении правовой культуры, подготовке квалифицированных кадров при наличии стажа профессиональной деятельности не менее десяти лет |

### Другие почётные и памятные знаки
| Изображение награды | Наименование награды                                       | Дата учреждения      | Описание награды | Правила награждения |
| ------------------- | ---------------------------------------------------------- | -------------------- | --- | --- |
|                     | Почётный знак «За заслуги» имени Н.Н. Муравьёва-Амурского» | 14 мая 2003 года     | Лицевая сторона Почётного знака из латунного сплава с гальваническим покрытием "золото" в основании представляет восьмиугольник со скошенными краями. Расстояние между большими сторонами - 30 мм. Вторым элементом Почетного знака является крест из латунного сплава с гальваническим покрытием "серебро" с гранеными плоскостями. Расстояние между остроконечными краями креста - 33 мм. Центральная часть Почетного знака из латунного сплава с гальваническим покрытием "золото" имеет форму круга диаметром 23 мм с рельефным изображением Н.Н.Муравьева-Амурского, рельефной надписью "За заслуги" и бортиком. На оборотной стороне Почетного знака по горизонтали надпись "Почетный знак Правительства Хабаровского края", по кругу - "Н.Н.Муравьев-Амурский", в нижней части рельефное изображение лавровых ветвей, по краю выпуклый бортик. Знак при помощи ушка и кольца соединяется с колодкой, обтянутой шелковой муаровой лентой красного цвета, в нижней части рельефное изображение лавровых ветвей, на оборотной стороне колодки номер Почетного знака. | Почетный знак вручается гражданам Российской Федерации, иностранным гражданам за высокие достижения в сфере развития экономики, строительства, производства, науки, техники, культуры, искусства, воспитания и образования, здравоохранения, охраны окружающей среды, обеспечения законности, правопорядка и общественной безопасности, направленной на обеспечения благополучия Хабаровского края и роста благосостояния его населения. Вручение Почётного знака производится на основании распоряжения Правительства края один раз в год, в канун празднования годовщины со дня образования Хабаровского края. |
|                     | Почётный знак «Заслуженный ветеран»                        | 15 марта 2005 года   | Почётный знак изготовлен из латунного сплава с гальваническим покрытием "серебро", имеет форму круга диаметром 30 мм. На лицевой стороне в центральной части расположена звезда, контур которой вдавлен на 0,2 мм. На звезду наложена сложная слитая рельефная выступающая композиция серпа, молота и штыка. По кругу с левой стороны расположены колосья, с правой стороны - дубовые листья, вдавленные по контуру. В верхней части по окружности расположена рельефная выступающая надпись "Заслуженный ветеран". В нижней части Почетного знака две ветви переплетены рельефной выступающей лентой с вдавленными полосками. На оборотной стороне Почетного знака по горизонтали рельефная выступающая надпись "Почетный знак Правительства Хабаровского края", под ней вдавленный номер. В нижней части расположена композиция с рельефными выступающими элементами: звезда, колосья, дубовая ветвь. Почетный знак при помощи ушка и колец соединяется с колодкой, обтянутой муаровой лентой синего цвета, крепление - безопасная булавка. Колодка имеет прямоугольную форму с переходом к креплению в виде цепочки. Все элементы Почетного знака полированные. | Почётным знаком награждаются ветераны войны, труда, вооруженных сил и правоохранительных органов за большой вклад в период после выхода на пенсию в осуществление социальных программ, направленных на усиление нравственного и патриотического воспитания молодежи, укрепление гражданского согласия в обществе, развитие ветеранского движения в Хабаровском крае. Награждение Почётным знаком претендента на этот знак (не более семи ветеранов в год) производится на основании распоряжения Правительства Хабаровского края, как правило, в канун празднования годовщины со дня образования Хабаровского края. |
|                     | Почётный знак «Город трудовой славы»                       | 20 мая 2013 года     | Почётный знак представляет собой выполненную из золота 585 пробы восьмилучевую звезду. Размер звезды между противоположными концами лучей - 55 мм. Металлическая колодка обтянута тканевой лентой, которая представляет собой триколор (зеленый, синий, белый) цвета флага Хабаровского края. На обратной стороне колодки размещена булавка для крепления знака. В геометрическом центре звезды - круглый, покрытый синей горячей эмалью серебряный медальон с позолоченным рельефным изображением полного (парадного) герба Хабаровского края. По окружности медальона размещена лента с золотой окантовкой, на красном эмалевом поле которой размещена золотая рельефная надпись "ГОРОД ТРУДОВОЙ СЛАВЫ". Почетный знак при помощи ушка и кольца соединяется с колодкой. | Почетный знак Губернатора Хабаровского края "Город трудовой славы" является высшей степенью признания вклада городов Хабаровского края в победу в Великой Отечественной войне, восстановление разрушенного войной народного хозяйства, развитие промышленного и оборонного потенциала России, а также их достижений в области социально-экономического развития. Почетным знаком награждаются города, расположенные на территории Хабаровского края. |
|                     | Почётный знак «Материнская Слава»                          | 7 июня 2006 года     | Знак, состоящий из медали и колодки, изготавливается из латунных сплавов с гальваническим покрытием "серебро" и "золото"; максимальная толщина элементов - 1,4 мм. Медаль имеет диаметр 34 мм. На лицевой стороне в центральной части находится поясное изображение матери и ребёнка на гладком фоне, выполненное с применением элементов 3D с гальваническим покрытием "золото". Центральное изображение окаймлено по кругу (внешний диаметр 23 мм) рельефной витой лентой с гальваническим покрытием "золото". В верхнем полукруге медали располагается рельефная выступающая на поверхности с гальваническим покрытием "серебро" надпись "МАТЕРИНСКАЯ СЛАВА". В нижнем полукруге медали симметрично располагаются рельефные выступающие колосья с гальваническим покрытием "золото". На оборотной стороне находятся элементы с гальваническим покрытием "золото". По внешнему кругу - выступающий ободок. В центре - надпись "ПОЧЕТНЫЙ ЗНАК ПРАВИТЕЛЬСТВА ХАБАРОВСКОГО КРАЯ"; ободок и надпись - рельефные выступающие. Под основной надписью - вдавленный порядковый номер. Колодка имеет в плоскости пять граней и оформлена в виде перевёрнутого домика; длина верхней грани - 27 мм, высота колодки от верхней грани до нижнего угла - 17 мм; все элементы колодки, за исключением цветов флага и крепления, с гальваническим покрытием "золото" Колодка содержит: на лицевой стороне - вдоль верхней грани - рельефная выступающая надпись "ХАБАРОВСКИЙ КРАЙ", остальное пространство колодки занято флагом Хабаровского края в вертикальной компоновке (голубой цвет - слева, белый - справа); технология исполнения - горячая эмаль; на оборотной стороне - чистая поверхность; крепление - безопасная булавка. Медаль и колодка соединяются с помощью ушек и кольца. Все элементы полированные. | Почетным знаком Правительства Хабаровского края "Материнская слава" награждаются многодетные матери, родившие и (или) достойно воспитывающие (воспитавшие) пять и более детей. Представление многодетной матери к награждению Почётным знаком производится при достижении первым ребенком возраста 18 лет и последним ребенком - 3-х лет и при наличии живых остальных детей этой матери. Учитываются также дети: - усыновленные матерью в установленном законом порядке; - погибшие и пропавшие без вести при защите Отечества или при исполнении иных обязанностей военной службы, либо при выполнении долга гражданина по спасению человеческой жизни, по охране законности и правопорядка, а также умершие вследствие ранения, контузии, увечья или профессионального заболевания, полученных при указанных обстоятельствах либо вследствие трудового увечья или профессионального заболевания, либо вследствие несчастных случаев, катастроф, стихийных бедствий. Награждение Почетным знаком производится на основании распоряжения Правительства Хабаровского края один раз в год в канун празднования годовщины со Дня образования Хабаровского края (не более трех матерей в год). |
|                     | Памятный знак «За особые заслуги в области культуры»       | 08 апреля 2011 года  | Памятный знак «За особые заслуги в области культуры» представляет собой выполненную из позолоченного металла восьмилучевую звезду с вставками, покрытыми голубой эмалью. Размер звезды между противоположными концами лучей - 40 мм. На обратной стороне колодки размещена булавка для прикрепления знака к одежде. В центре звезды - круглый, покрытый красной горячей эмалью медальон с позолоченным рельефным изображением атрибутов культуры и искусства (лира, раскрытая книга, кисть, перо и карандаш на двух лавровых ветках). По окружности медальона на красном эмалевом поле с золотой окантовкой - золотой лавровый венок. В верхней части медальона расположен Герб Хабаровского края. Знак при помощи ушка и кольца соединяется с колодкой, покрытой горячей красной эмалью с золотистой рельефной надписью "За особые заслуги в области культуры". | Памятным знаком «За особые заслуги в области культуры» награждаются высококвалифицированные работники учреждений органов культуры, искусства, кинофикации, высших и средних учебных заведений культуры и искусства за высокие достижения в профессиональной сфере, а также граждане, привнесшие значительный вклад в развитие культуры, просвещения, литературы и искусства, нравственное и эстетическое воспитание граждан. Награждение Памятным знаком производится на основании распоряжения Правительства Хабаровского края в торжественной обстановке в канун Дня работника культуры (не более пяти претендентов в год). Повторное награждение Памятным знаком не допускается. Лицам, награжденным Памятным знаком, выплачивается единовременное денежное поощрение в размере 50 тыс. рублей с учётом начисленных и удержанных налогов в соответствии с действующим законодательством. |
|                     | Почётный знак «Открытое сердце»                            | 24 мая 2012 года     | Почётный знак выполнен из латунного сплава в сочетании двух цветов "серебро/золото", с элементами цветной эмали и с позолотой 750 пробы отдельных элементов. Он представляет собой золотистую восьмиугольную многолучевую звезду с серебристыми элементами по контору. В центре звезды расположен круглый серебристый медальон, на котором на фоне контурного силуэта карты Хабаровского края размещен пеликан как символ международной благотворительности. Медальон обрамлен золотистой ветвью, в верхней части по кругу расположена золотистая надпись "ОТКРЫТОЕ СЕРДЦЕ". В нижней части - изображение развевающегося флага Хабаровского края, выполненное цветными эмалями. На оборотной стороне в центре - надпись "ПОЧЕТНЫЙ ЗНАК ГУБЕРНАТОРА ХАБАРОВСКОГО КРАЯ". | Почётный знак Губернатора Хабаровского края «Открытое сердце» является формой признания заслуг граждан Российской Федерации и организаций, внесших вклад в социальную поддержку и охрану здоровья детей-сирот и детей, оставшихся без попечения родителей, их всестороннее развитие и воспитание, укрепление материально-технической базы организаций для детей-сирот и детей, оставшихся без попечения родителей. Награждение Почётным знаком производится на основании распоряжения Губернатора Хабаровского края один раз в год в канун празднования Международного дня защиты детей (в год присуждается не более трех знаков). Повторное награждение Почётным знаком не допускается. Гражданину, которому вручается Почётный знак, выдается удостоверение к Почётному знаку. Организации, которой вручается Почётный знак, выдаётся диплом. |
|                     | Памятный знак «За заслуги в развитии образования»          | 13 августа 2010 года | Памятный знак Правительства Хабаровского края «За заслуги в развитии образования», состоящий из медали и колодки, изготавливается из латунного сплава с позолотой. Медаль имеет диаметр 34 мм и содержит следующие элементы: на аверсе (лицевой стороне) в центральной части медали - позолоченное изображение пера на фоне открытой книги, выполненное с применением элементов 3D (барельеф). Центральное изображение окаймлено по кругу рельефной витой лентой. В верхнем полукруге медали располагается рельефная выступающая по серебру надпись "ЗА ЗАСЛУГИ", в нижнем - надпись "В РАЗВИТИИ ОБРАЗОВАНИЯ"; на реверсе (оборотной стороне) медали - позолоченные элементы. По внешнему кругу - выступающий ободок. В центре - надпись "ЗНАК ПРАВИТЕЛЬСТВА ХАБАРОВСКОГО КРАЯ". Ободок и надпись - рельефные выступающие. Под основной надписью - вдавленный порядковый номер. Колодка имеет в плоскости пять граней и оформлена в виде перевернутого домика; длина верхней грани - 27,3 мм, высота колодки от верхней грани до нижнего угла - 17,0 мм. Все элементы колодки, за исключением цветов флага и крепления, - позолоченные. Колодка содержит на аверсе (лицевой стороне) вдоль верхней грани - рельефную выступающую надпись "ХАБАРОВСКИЙ КРАЙ". Остальное пространство колодки занято флагом Хабаровского края в вертикальной компоновке (голубой цвет - слева, белый - справа). Технология исполнения - эмаль эпола. На реверсе - чистая поверхность; крепление - простая безопасная булавка. Медаль и колодка соединяются с помощью позолоченных ушек и кольца. Все элементы полированные. | Памятный знак Правительства Хабаровского края «За заслуги в развитии образования» является формой признания заслуг граждан в сфере развития образования в Хабаровском крае. Памятным знаком награждаются граждане Российской Федерации за высокие достижения в сфере развития образования и воспитания детей и молодежи. Награждение Памятным знаком производится на основании распоряжения Правительства Хабаровского края один раз в год в канун Международного Дня Учителя (не более двух граждан в год). Повторное награждение Памятным знаком не допускается. Лицам, награжденным Памятным знаком, выплачивается единовременное денежное поощрение в размере 100 тыс. рублей без учета начисленных и удержанных налогов в соответствии с действующим законодательством. |

## Перечень наград города Хабаровска
- Пронякин К. А. Почетное созвездие: От Чардымова до Дуброва и Сиротиной. Список почетных граждан // «Приамурские ведомости», № 41, 18 окт. 2023 г., стр. 9-12.